# Rozeveld
Rozeveld (ook: Rozenveld of Maria Assumpta) is een tot dorp uitgegroeid gehucht gelegen ten noordoosten van en behorende tot de West-Vlaamse stad Torhout, maar dicht tegen Veldegem aangebouwd.

## Geschiedenis
Het gehucht lag langs de voormalige weg van Torhout naar Brugge of Ouden Brugghewegh, waarvan de oorspronkelijke functie verdween nadat van 1750-1755 een nieuwe steenweg op Brugge werd aangelegd. Het toponiem Roozeveld werd voor het eerst in 1839 gebruikt als een heide- en bosgebied. In 1901 werd de straat voor het eerst Rozeveldstraat genoemd.
In de 2e helft van de 19e eeuw ontwikkelde zich lintbebouwing langs de straat. Ook het gehucht Berg-op-Zoom, gelegen nabij een voormalige herberg met tol, behoorde tot de bebouwing. In 1858 was er al een Mariaschool met klooster gesticht, dat in 1956 werd verplaatst naar de Korenbloemstraat.

## Kapel
In 1958 werd een kapelanie ingesteld en een hulpkapel gesticht, gewijd aan Maria Assumpta, tevens ook gebruikt als naam voor het dorpje. Het is een eenvoudig zaalkerkje onder zadeldak, voorzien van een bescheiden dakruiter, ontworpen door Willem Nolf. In 2010 werd het kerkje, ten gevolge van de ontkerkelijking, aan de eredienst onttrokken en omgebouwd tot turnzaal.

## Nabijgelegen kernen
Torhout, Veldegem, Ruddervoorde